# Gavin Leatherwood
Gavin Thomas Leatherwood, född 7 juni 1994 på Maui, Hawaii, är en amerikansk skådespelare och sångare. Han är bland annat känd för rollen som Nicholas Scratch i Netflixserien Chilling Adventures of Sabrina.